# Kuning (Gemeinde Ober-Grafendorf)
Kuning (auch: Kunning) ist eine Ortschaft und eine Katastralgemeinde in der Marktgemeinde Ober-Grafendorf im Bezirk St. Pölten-Land in Niederösterreich. Die Ortschaft hat 19 Einwohner (Stand 1. Jänner 2024).

## Geografie
Die Streusiedlung befindet sich südöstlich von Ober-Grafendorf am Abhang des Handelberges. Die Katastralgemeinde ist Kunning, jedoch wird Kunning oft auch für die Ortschaft verwendet, weil diese neben dem Hauptort Kuning nurmehr aus zwei weiteren Einzellagen besteht.

## Geschichte
Laut Adressbuch von Österreich waren im Jahr 1938 in Kunning zwei Landwirte mit Ab-Hof-Verkauf ansässig.